# Polscy biskupi od 1918 roku
Aktualnie zawiera spis wszystkich polskich biskupów katolickich od roku 1918.

## Indeks
A B C Ć D E F G H I J K L Ł M N O P R S Ś T U V W Z Ż Ž

## A
- Ablewicz, Jerzy (ur. 1 listopada 1919, zm. 31 marca 1990) – konsekrowany 20 maja 1962
- Adamczyk, Mirosław (ur. 16 lipca 1962) – konsekrowany 27 kwietnia 2013
- Adamiuk, Antoni (ur. 18 grudnia 1913, zm. 25 stycznia 2000) – konsekrowany 5 lipca 1970
- Adamski, Stanisław (ur. 12 kwietnia 1875, zm. 12 listopada 1967) – konsekrowany 26 października 1930
- Andrzejewski, Roman (ur. 19 lutego 1938, zm. 7 lipca 2003) – konsekrowany 20 grudnia 1981

   (wróć do indeksu)

## B

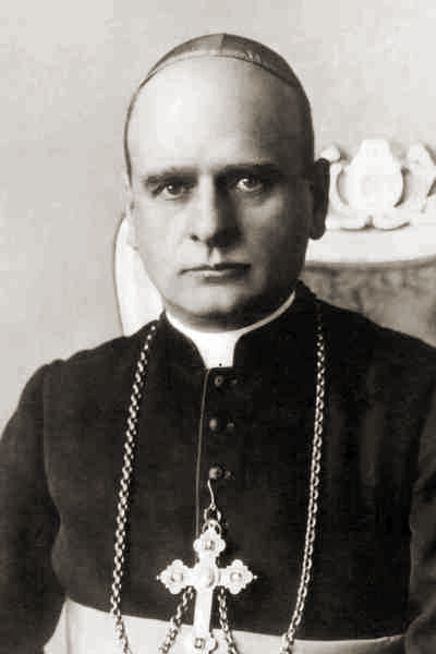
Eugeniusz Baziak

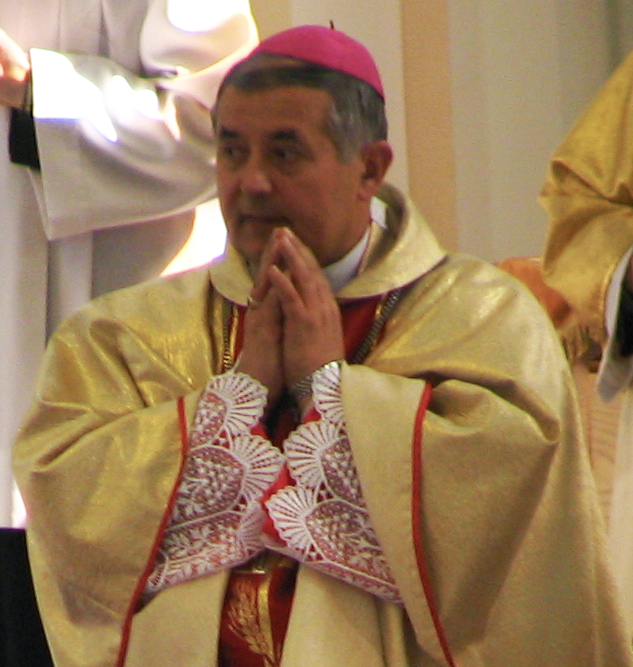
Edward Białogłowski

- Bab, Adam (ur. 30 grudnia 1974) – konsekrowany 29 czerwca 2020
- Bagiński, Jan (ur. 31 maja 1932, zm. 19 maja 2019) – konsekrowany 15 sierpnia 1985
- Balcerek, Grzegorz (ur. 13 lutego 1954) – konsekrowany 13 maja 1999
- Bałabuch, Adam (ur. 13 kwietnia 1961) – konsekrowany 8 maja 2008
- Bandurski, Władysław (ur. 25 maja 1865, zm. 6 marca 1932) – konsekrowany 30 grudnia 1906
- Baraniak, Antoni (ur. 1 stycznia 1904, zm. 13 sierpnia 1977) – konsekrowany 8 lipca 1951
- Barda, Franciszek (ur. 21 sierpnia 1880, zm. 13 listopada 1964) – konsekrowany 30 sierpnia 1931
- Bareła, Stefan (ur. 24 czerwca 1916, zm. 12 lutego 1984) – konsekrowany 8 stycznia 1961
- Baziak, Eugeniusz (ur. 8 marca 1890, zm. 15 czerwca 1962) – konsekrowany 5 listopada 1933
- Bednarczyk, Piotr (ur. 23 lutego 1914, zm. 7 sierpnia 2001) – konsekrowany 21 kwietnia 1968
- Bednorz, Herbert (ur. 22 września 1908, zm. 12 kwietnia 1989) – konsekrowany 24 grudnia 1950
- Bejze, Bohdan (ur. 28 lutego 1929, zm. 19 marca 2005) – konsekrowany 1 września 1963
- Bensch, Teodor (ur. 13 marca 1903, zm. 7 stycznia 1958) – konsekrowany 21 września 1954
- Bernacki, Gerard (ur. 3 listopada 1942, zm. 21 grudnia 2018) – konsekrowany 16 kwietnia 1988
- Bernacki, Lucjan (ur. 12 lipca 1902, zm. 28 września 1975) – konsekrowany 21 września 1946
- Białasik, Krzysztof (ur. 7 lipca 1958) – konsekrowany 17 września 2005
- Białogłowski, Edward (ur. 8 stycznia 1947) – konsekrowany 6 stycznia 1988
- Bieniek, Juliusz (ur. 11 kwietnia 1895, zm. 17 stycznia 1978) – konsekrowany 25 kwietnia 1937
- Bilczewski, Józef (ur. 26 kwietnia 1860, zm. 20 marca 1923) – konsekrowany 20 stycznia 1901
- Blecharczyk, Michał (ur. 26 sierpnia 1905, zm. 10 listopada 1965) – konsekrowany 5 października 1958
- Blin, Władysław (ur. 31 maja 1954) – konsekrowany 20 listopada 1999
- Błaszczyk, Zdzisław (ur. 8 sierpnia 1969) – konsekrowany 25 stycznia 2020
- Błaszkiewicz, Tadeusz (ur. 21 września 1916, zm. 7 czerwca 1993) – konsekrowany 29 czerwca 1970
- Bobowski, Władysław (ur. 19 marca 1932, zm. 8 lipca 2025) – konsekrowany 2 lutego 1975
- Bolonek, Janusz (ur. 6 grudnia 1938, zm. 2 marca 2016) – konsekrowany 20 października 1989
- Bromboszcz, Teofil (ur. 25 kwietnia 1886, zm. 12 stycznia 1937) – konsekrowany 3 czerwca 1934
- Bronakowski, Tadeusz (ur. 3 listopada 1959) – konsekrowany 4 marca 2006
- Bryl, Damian (ur. 10 lutego 1969) – konsekrowany 8 września 2013
- Buczek, Marian (ur. 14 marca 1953) – konsekrowany 20 czerwca 2002
- Budzik, Stanisław (ur. 25 kwietnia 1952) – konsekrowany 3 kwietnia 2004
- Bukraba, Kazimierz (ur. 23 listopada 1885, zm. 6 maja 1946) – konsekrowany 21 sierpnia 1932
- Buzun, Łukasz (ur. 26 lutego 1968) – konsekrowany 16 sierpnia 2014

   (wróć do indeksu)

## C

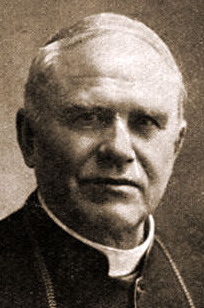
Jan Cieplak

- Cedzich, Franciszek (ur. 25 września 1911, zm. 23 grudnia 1971) – konsekrowany 23 czerwca 1968
- Chmielecki, Tymon (ur. 29 listopada 1965) – konsekrowany 13 maja 2019
- Choromański, Zygmunt (ur. 14 kwietnia 1892, zm. 26 grudnia 1968) – konsekrowany 29 czerwca 1946
- Chrapek, Jan (ur. 18 lipca 1948, zm. 18 października 2001) – konsekrowany 6 czerwca 1992
- Chrząszcz, Robert (ur. 7 października 1969) – konsekrowany 6 lutego 2021
- Chudzio, Krzysztof (ur. 25 czerwca 1963) – konsekrowany 2 maja 2020
- Cichy, Stefan (ur. 30 marca 1939) – konsekrowany 12 września 1998
- Cieński, Jan (ur. 7 stycznia 1905, zm. 26 grudnia 1992) – konsekrowany 30 września 1967
- Cieplak, Jan (ur. 17 sierpnia 1857, zm. 17 lutego 1926) – konsekrowany 7 grudnia 1908
- Ciereszko, Henryk (ur. 9 września 1955) – konsekrowany 15 grudnia 2012
- Cieślik, Paweł (ur. 15 lipca 1940) – konsekrowany 6 stycznia 1995
- Cisło, Mieczysław (ur. 15 sierpnia 1945) – konsekrowany 2 lutego 1998
- Czaja, Andrzej (ur. 12 grudnia 1963) – konsekrowany 29 sierpnia 2009
- Czajka, Stanisław (ur. 13 listopada 1897, zm. 4 lipca 1965) – konsekrowany 28 października 1944
- Czapliński, Bernard (ur. 5 października 1908, zm. 30 grudnia 1980) – konsekrowany 4 kwietnia 1948
- Czerniak, Jan (ur. 21 grudnia 1906, zm. 3 lutego 1999) – konsekrowany 2 lutego 1959

   (wróć do indeksu)

## D

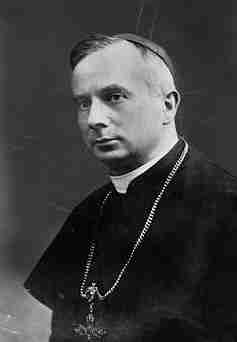
Edmund Dalbor

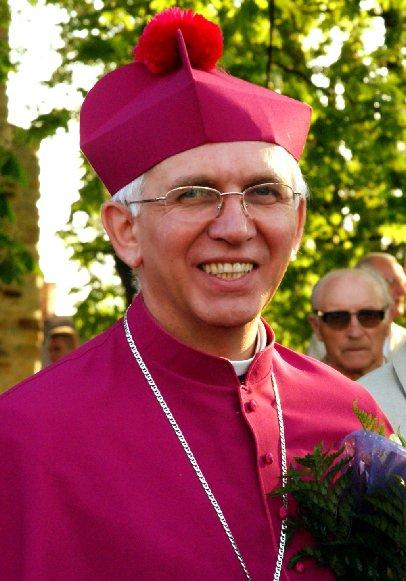
Wacław Depo

- Dajczak, Edward (ur. 16 lutego 1949) – konsekrowany 6 stycznia 1990
- Dalbor, Edmund (ur. 30 października 1869, zm. 13 lutego 1926) – konsekrowany 21 września 1915
- Danecki, Janusz (ur. 8 września 1951) – konsekrowany 1 maja 2015
- Dąbrowski, Bronisław (ur. 2 listopada 1917, zm. 25 grudnia 1997) – konsekrowany 25 marca 1962
- Dąbrowski, Jerzy (ur. 26 kwietnia 1931, zm. 14 lutego 1991) – konsekrowany 25 marca 1982
- Dec, Ignacy (ur. 27 lipca 1944) – konsekrowany 25 marca 2004
- Dembek, Bernard (ur. 11 kwietnia 1878, zm. 3 czerwca 1937) – konsekrowany 12 października 1930
- Dembowski, Bronisław (ur. 2 października 1927, zm. 16 listopada 2019) – konsekrowany 20 kwietnia 1992
- Depo, Wacław (ur. 27 września 1953) – konsekrowany 9 września 2006
- Deskur, Andrzej Maria (ur. 29 lutego 1924, zm. 3 września 2011) – konsekrowany 30 czerwca 1974
- Długosz, Antoni (ur. 18 kwietnia 1941) – konsekrowany 6 stycznia 1994
- Dmyterko, Mariusz (ur. 29 grudnia 1979) – nominat
- Domin, Czesław (ur. 6 lipca 1929, zm. 15 marca 1996) – konsekrowany 15 sierpnia 1970
- Dominik, Konstantyn (ur. 7 listopada 1870, zm. 7 marca 1942) – konsekrowany 25 marca 1928
- Dowlaszewicz, Stanisław (ur. 20 sierpnia 1957) – konsekrowany 13 marca 2001
- Drzazga, Józef (ur. 4 lipca 1914, zm. 12 września 1978) – konsekrowany 31 sierpnia 1958
- Dubiel, Kryspin (ur. 12 listopada 1973) – konsekrowany 24 sierpnia 2024
- Dubowski, Ignacy (ur. 12 kwietnia 1875, zm. 10 marca 1953) – konsekrowany 28 stycznia 1917
- Dudziec, Piotr (ur. 20 października 1906, zm. 13 czerwca 1970) – konsekrowany 29 czerwca 1950
- Duś, Marian (ur. 25 czerwca 1938, zm. 9 września 2021) – konsekrowany 6 stycznia 1986
- Dyczkowski, Adam (ur. 17 listopada 1932, zm. 10 stycznia 2021) – konsekrowany 25 listopada 1978
- Dydycz, Antoni (ur. 24 sierpnia 1938) – konsekrowany 10 lipca 1994
- Dymek, Walenty (ur. 31 grudnia 1888, zm. 22 października 1956) – konsekrowany 26 maja 1929
- Dzięga, Andrzej (ur. 14 grudnia 1952) – konsekrowany 24 listopada 2002
- Dziuba, Andrzej (ur. 10 października 1950) – konsekrowany 22 maja 2004
- Dziuba, Stanisław (ur. 27 kwietnia 1960) – konsekrowany 14 marca 2009
- Dziwisz, Stanisław (ur. 27 kwietnia 1939) – konsekrowany 19 marca 1998

   (wróć do indeksu)

## E
- Etter, Tadeusz (ur. 16 maja 1911, zm. 18 grudnia 1984) – konsekrowany 25 października 1959

   (wróć do indeksu)

## F
- Falkowski, Czesław (ur. 28 listopada 1887, zm. 25 lipca 1969) – konsekrowany 8 maja 1949
- Filipiak, Bolesław (ur. 1 września 1901, zm. 14 października 1978) – konsekrowany 13 maja 1976
- Fischer, Karol Józef (ur. 13 marca 1847, zm. 21 września 1931) – konsekrowany 19 maja 1901
- Florczyk, Marian (ur. 25 października 1954) – konsekrowany 18 kwietnia 1998
- Fondaliński, Jan (ur. 14 lipca 1900, zm. 5 sierpnia 1971) – konsekrowany 8 września 1957
- Fortuniak, Zdzisław (ur. 21 lutego 1939) – konsekrowany 9 maja 1982
- Frankowski, Edward (ur. 15 sierpnia 1937) – konsekrowany 5 marca 1989
- Fulman, Marian Leon (ur. 27 marca 1864, zm. 18 grudnia 1945) – konsekrowany 17 listopada 1918

   (wróć do indeksu)

## G

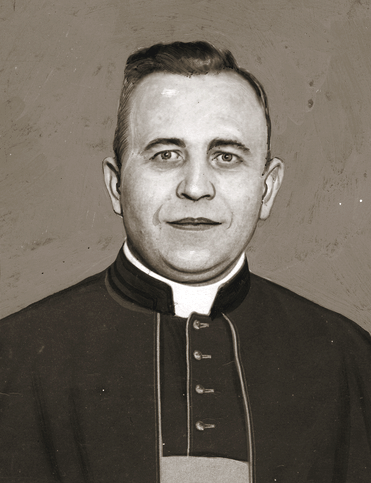
Józef Gawlina

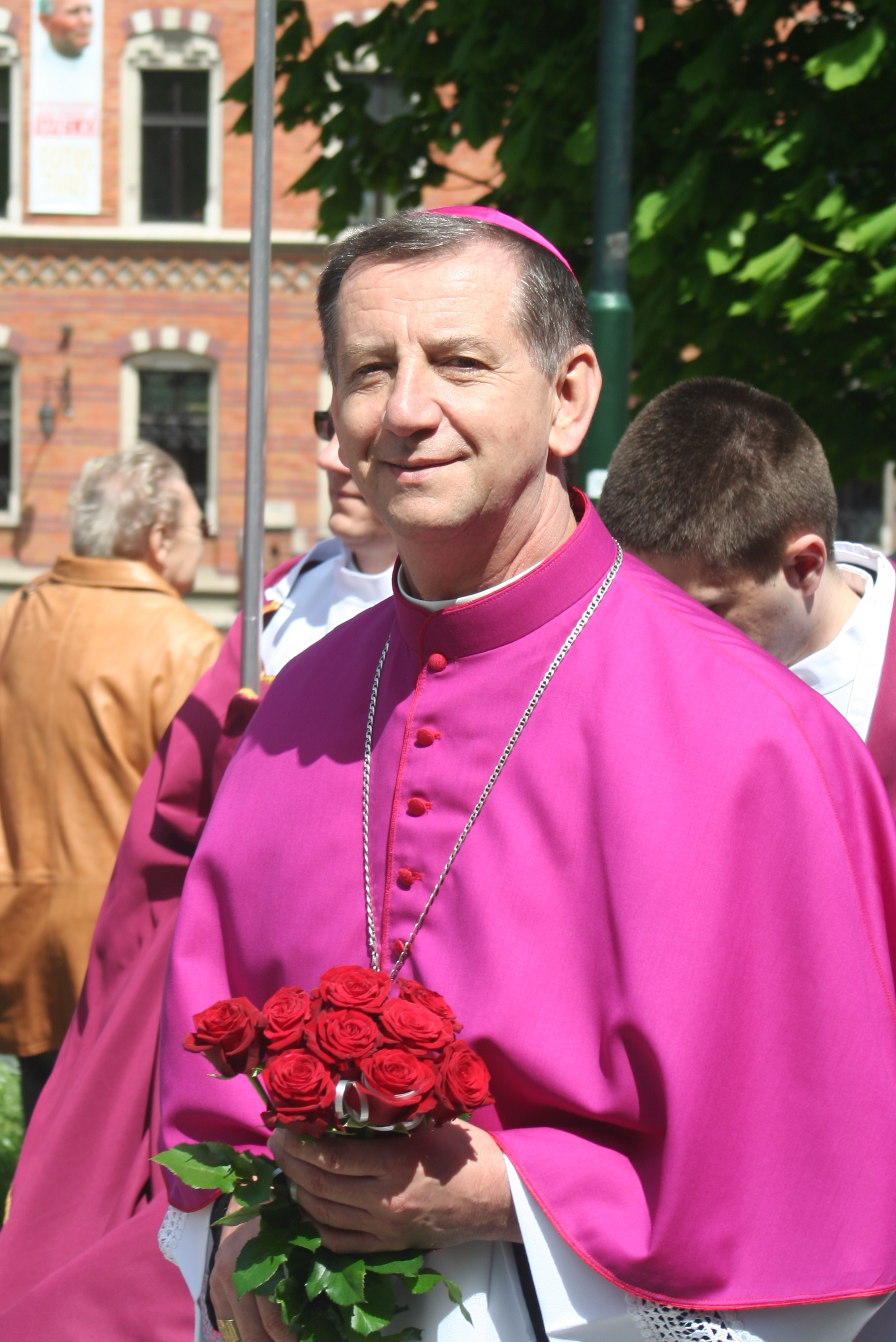
Józef Guzdek

- Galbas, Adrian (ur. 26 stycznia 1968) – konsekrowany 11 stycznia 2020
- Gall, Stanisław (ur. 21 kwietnia 1865, zm. 11 września 1942) – konsekrowany 17 listopada 1918
- Gałecki, Jan (ur. 18 czerwca 1932, zm. 27 kwietnia 2021) – konsekrowany 17 marca 1974
- Gawlina, Józef (ur. 18 listopada 1892, zm. 21 września 1964) – konsekrowany 19 marca 1933
- Gądecki, Stanisław (ur. 19 października 1949) – konsekrowany 25 marca 1992
- Gębicki, Stanisław (ur. 8 lipca 1945) – konsekrowany 6 stycznia 2000
- Glapiak, Jan (ur. 26 grudnia 1959) – konsekrowany 19 grudnia 2021
- Glemp, Józef (ur. 18 grudnia 1929, zm. 23 stycznia 2013) – konsekrowany 21 kwietnia 1979
- Głódź, Sławoj Leszek (ur. 13 sierpnia 1945) – konsekrowany 23 lutego 1991
- Gocłowski, Tadeusz (ur. 16 września 1931, zm. 3 maja 2016) – konsekrowany 17 kwietnia 1983
- Godlewski, Michał (ur. 21 października 1872, zm. 20 maja 1956) – konsekrowany 4 lutego 1917
- Goliński, Zdzisław (ur. 27 grudnia 1908, zm. 6 lipca 1963) – konsekrowany 3 sierpnia 1947
- Gołębiewski, Marian (ur. 22 września 1937, zm. 11 marca 2024) – konsekrowany 31 sierpnia 1996
- Gołębiowski, Piotr (ur. 10 czerwca 1902, zm. 2 listopada 1980) – konsekrowany 28 lipca 1957
- Goral, Władysław (ur. 1 maja 1898, zm. luty 1945) – konsekrowany 9 października 1938
- Górny, Kazimierz (ur. 24 grudnia 1937) – konsekrowany 6 stycznia 1985
- Górzyński, Józef (ur. 5 marca 1959) – konsekrowany 7 grudnia 2013
- Greger, Piotr (ur. 28 marca 1964) – konsekrowany 27 listopada 2011
- Groblicki, Julian (ur. 14 grudnia 1908, zm. 4 maja 1995) – konsekrowany 18 września 1960
- Grocholewski, Zenon (ur. 11 października 1939, zm. 17 lipca 2020) – konsekrowany 6 stycznia 1983
- Gryk, Walenty (ur. 23 lutego 1957) – konsekrowany 7 maja 2022
- Grysa, Tomasz (ur. 16 października 1970) – konsekrowany 1 listopada 2022
- Grzondziel, Henryk (ur. 26 lipca 1897, zm. 24 maja 1968) – konsekrowany 16 sierpnia 1959
- Grzybowski, Jacek (ur. 11 sierpnia 1973) – konsekrowany 19 grudnia 2020
- Gucwa, Józef (ur. 20 grudnia 1923, zm. 8 marca 2004) – konsekrowany 26 stycznia 1969
- Gucwa, Mirosław (ur. 21 listopada 1963) – konsekrowany 11 lutego 2018
- Gulbinowicz, Henryk (ur. 17 października 1923, zm. 16 listopada 2020) – konsekrowany 8 lutego 1970
- Gurda, Jan (ur. 24 marca 1920, zm. 16 stycznia 1993) – konsekrowany 13 lutego 1972
- Gurda, Kazimierz (ur. 20 sierpnia 1953) – konsekrowany 5 lutego 2005
- Guzdek, Józef (ur. 18 marca 1956) – konsekrowany 15 września 2004

   (wróć do indeksu)

## H
- Hemperek, Piotr (ur. 28 czerwca 1931, zm. 3 lipca 1992) – konsekrowany 30 maja 1982
- Hlond, August (ur. 5 lipca 1881, zm. 22 października 1948) – konsekrowany 3 stycznia 1926
- Hoser, Henryk (ur. 27 listopada 1942, zm. 13 sierpnia 2021) – konsekrowany 19 marca 2005

   (wróć do indeksu)

## I
- Ilcewicz, Edmund (ur. 12 kwietnia 1924, zm. 12 września 1981) – konsekrowany 15 maja 1969
- Iwanecki, Andrzej (ur. 3 listopada 1960) – konsekrowany 7 stycznia 2018

   (wróć do indeksu)

## J

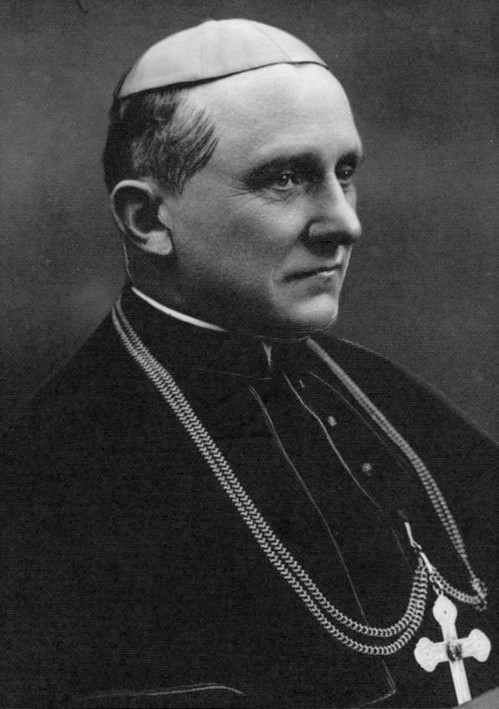
Romuald Jałbrzykowski

- Jagodziński, Henryk (ur. 1 stycznia 1969) – konskekrowany 18 lipca 2020
- Jakiel, Stanisław (ur. 12 kwietnia 1910, zm. 26 marca 1983) – konsekrowany 4 sierpnia 1957
- Jałbrzykowski, Romuald (ur. 7 lutego 1876, zm. 19 czerwca 1955) – konsekrowany 30 listopada 1918
- Jamrozek, Stanisław (ur. 5 maja 1960) – konsekrowany 20 maja 2013
- Janiak, Edward (ur. 14 sierpnia 1952, zm. 23 września 2021) – konsekrowany 30 listopada 1996
- Jankowski, Marian (ur. 8 września 1899, zm. 6 czerwca 1962) – konsekrowany 18 kwietnia 1948
- Janocha, Michał (ur. 27 października 1959) – konsekrowany 14 czerwca 2015
- Janusz, Juliusz (ur. 17 marca 1944) – konsekrowany 8 maja 1995
- Januszewicz, Augustyn (ur. 29 listopada 1930, zm. 20 marca 2011) – konsekrowany 10 czerwca 1989
- Jarecki, Piotr (ur. 29 czerwca 1955) – konsekrowany 23 kwietnia 1994
- Jaroszewicz, Jan (ur. 27 maja 1903, zm. 17 kwietnia 1980) – konsekrowany 11 lutego 1958
- Jasiński, Włodzimierz (ur. 12 czerwca 1873, zm. 17 kwietnia 1965) – konsekrowany 5 października 1930
- Jaworski, Marian (ur. 21 sierpnia 1926, zm. 5 września 2020) – konsekrowany 23 czerwca 1984
- Jaworski, Mieczysław (ur. 29 lipca 1930, zm. 19 sierpnia 2001) – konsekrowany 6 czerwca 1982
- Jedwabski, Franciszek (ur. 29 stycznia 1895, zm. 26 czerwca 1975) – konsekrowany 2 marca 1947
- Jełowicki, Adolf Józef (ur. 25 lutego 1863, zm. 7 lipca 1937) – konsekrowany 23 marca 1919
- Jezierski, Jacek (ur. 23 grudnia 1949) – konsekrowany 5 marca 1994
- Jeż, Andrzej (ur. 3 maja 1963) – konsekrowany 28 listopada 2009
- Jeż, Ignacy (ur. 31 lipca 1914, zm. 16 października 2007) – konsekrowany 5 czerwca 1960
- Jędraszewski, Marek (ur. 24 lipca 1949) – konsekrowany 29 czerwca 1997
- Jędruszuk, Władysław (ur. 19 listopada 1918, zm. 25 maja 1994) – konsekrowany 23 czerwca 1963
- Jop, Franciszek (ur. 8 października 1897, zm. 23 września 1976) – konsekrowany 19 maja 1946
- Józwowicz, Andrzej (ur. 14 stycznia 1965) – konsekrowany 27 maja 2017
- Jureczko, Eugeniusz (ur. 25 grudnia 1939, zm. 16 stycznia 2018) – konsekrowany 8 września 1991
- Juszczak, Włodzimierz (ur. 19 lipca 1957) – konsekrowany 19 czerwca 1999

   (wróć do indeksu)

## K

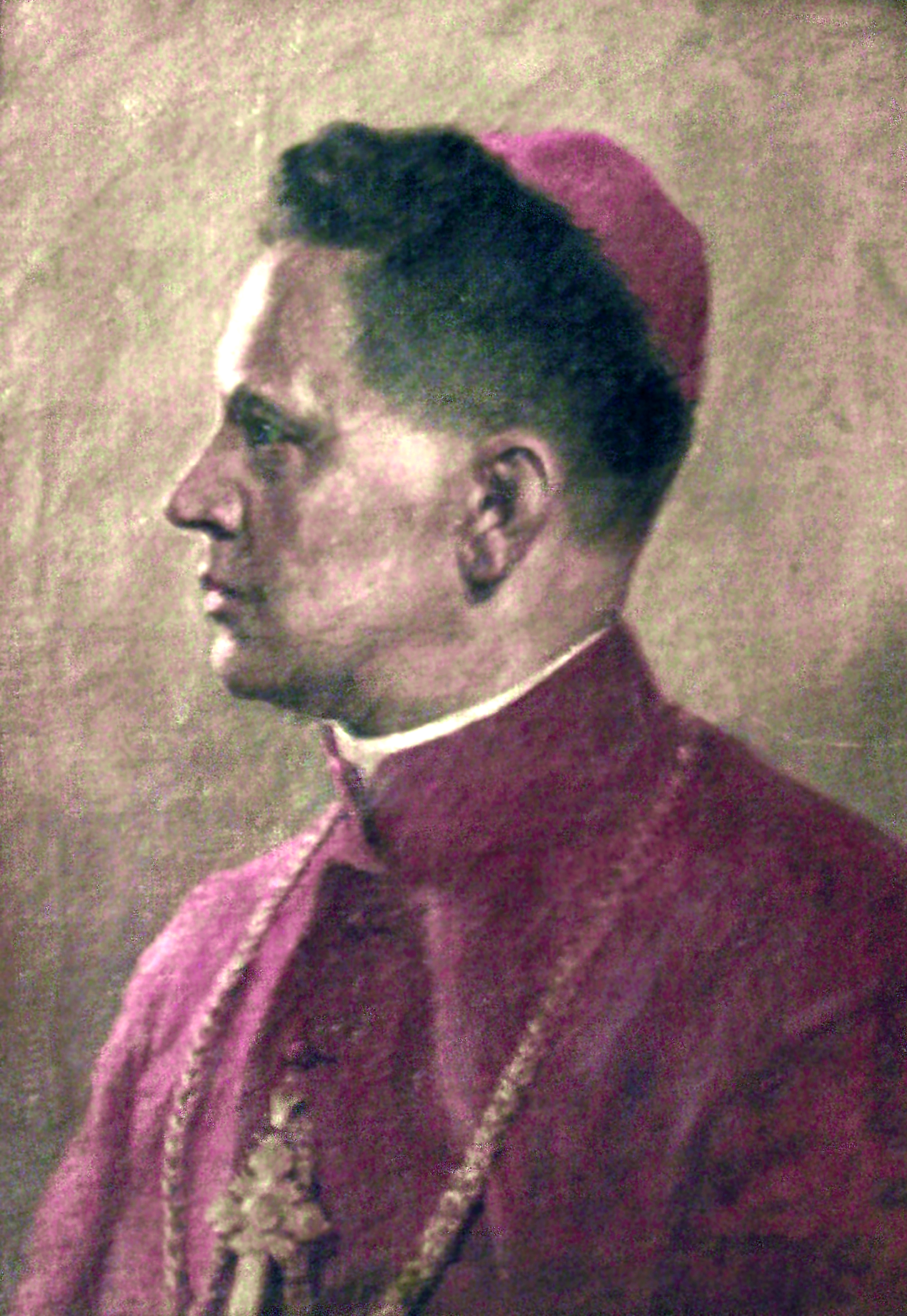
Czesław Kaczmarek

- Kaczmarek, Czesław (ur. 16 kwietnia 1895, zm. 26 sierpnia 1963) – konsekrowany 4 września 1938
- Kaczmarek, Lech (ur. 13 września 1909, zm. 31 lipca 1984) – konsekrowany 18 stycznia 1959
- Kakowski, Aleksander (ur. 5 lutego 1862, zm. 30 grudnia 1938) – konsekrowany 22 czerwca 1913
- Kaleta, Andrzej (ur. 14 lutego 1957) – konsekrowany 9 grudnia 2017
- Kaleta, Janusz (ur. 11 października 1964) – konsekrowany 23 listopada 2006
- Kałuża, Dariusz (ur. 5 listopada 1967) – konsekrowany 20 sierpnia 2016
- Kałwa, Piotr (ur. 18 października 1893, zm. 17 lipca 1974) – konsekrowany 29 czerwca 1949
- Kamiński, Romuald (ur. 7 lutego 1955) – konsekrowany 23 czerwca 2005
- Kamiński, Zygmunt (ur. 22 lutego 1933, zm. 1 maja 2010) – konsekrowany 30 listopada 1975
- Karpiński, Ryszard (ur. 28 grudnia 1935, zm. 5 stycznia 2024) – konsekrowany 28 września 1985
- Kasyna, Ryszard (ur. 28 września 1957) – konsekrowany 2 kwietnia 2005
- Kaszak, Grzegorz (ur. 24 lutego 1964) – konsekrowany 28 marca 2009
- Kędziora, Stanisław (ur. 6 grudnia 1934, zm. 25 grudnia 2017) – konsekrowany 25 marca 1987
- Kiciński, Jacek (ur. 30 sierpnia 1968) – konsekrowany 19 marca 2016
- Kiernicki, Władysław (ur. 3 maja 1912, zm. 23 listopada 1995) – konsekrowany 2 marca 1991
- Kiernikowski, Zbigniew (ur. 2 lipca 1946) – konsekrowany 20 maja 2002
- Kisiel, Edward (ur. 24 lutego 1918, zm. 28 września 1993) – konsekrowany 27 czerwca 1976
- Klepacz, Michał (ur. 23 lipca 1893, zm. 27 stycznia 1967) – konsekrowany 13 kwietnia 1947
- Kleszcz, Piotr (ur. 8 czerwca 1967) – nominat
- Kluz, Kazimierz (ur. 17 stycznia 1925, zm. 5 grudnia 1982) – konsekrowany 12 czerwca 1972
- Kołodziejczyk, Miłosław (ur. 23 czerwca 1928, zm. 3 czerwca 1994) – konsekrowany 31 grudnia 1978
- Komar, Edward (ur. 18 stycznia 1872, zm. 29 września 1943) – konsekrowany 11 września 1921
- Kominek, Bolesław (ur. 23 grudnia 1903, zm. 10 marca 1974) – konsekrowany 10 października 1954
- Kopiec, Jan (ur. 18 grudnia 1947) – konsekrowany 6 stycznia 1993
- Korszyński, Franciszek (ur. 19 stycznia 1893, zm. 3 listopada 1962) – konsekrowany 29 lipca 1946
- Kowalczyk, Józef (ur. 28 sierpnia 1938) – konsekrowany 20 października 1989
- Kowalski, Kazimierz (ur. 2 marca 1896, zm. 6 maja 1972) – konsekrowany 4 sierpnia 1946
- Kowalski, Zygfryd (ur. 1 czerwca 1910, zm. 9 października 1995) – konsekrowany 19 czerwca 1962
- Kozal, Michał (ur. 25 września 1893, zm. 26 stycznia 1943) – konsekrowany 13 sierpnia 1939
- Kozłowiecki, Adam (ur. 1 kwietnia 1911, zm. 28 września 2007) – konsekrowany 11 września 1955
- Krajewski, Konrad (ur. 25 listopada 1963) – konsekrowany 17 września 2013
- Kraszewski, Zbigniew Józef (ur. 12 lutego 1922, zm. 4 kwietnia 2004) – konsekrowany 8 grudnia 1970
- Krauze, Ignacy (ur. 9 czerwca 1896, zm. 31 sierpnia 1984) – konsekrowany 23 kwietnia 1944
- Krótki, Wiesław (ur. 12 czerwca 1964) – konsekrowany 30 maja 2013
- Krupa, Piotr (ur. 19 czerwca 1936, zm. 4 marca 2024) – konsekrowany 15 kwietnia 1984
- Kruszyłowicz, Marian Błażej (ur. 6 maja 1936) – konsekrowany 6 stycznia 1990
- Kryk, Piotr (ur. 25 kwietnia 1945) – konsekrowany 3 lutego 2001
- Krynicki, Władysław (ur. 8 czerwca 1861, zm. 7 grudnia 1928) – konsekrowany 10 listopada 1918
- Kubicki, Paweł (ur. 15 stycznia 1871, zm. 11 lutego 1944) – konsekrowany 1 grudnia 1918
- Kubina, Teodor (ur. 16 kwietnia 1880, zm. 13 lutego 1951) – konsekrowany 2 lutego 1926
- Kudławiec, Krzysztof (ur. 19 września 1969) – konsekrowany 25 czerwca 2022
- Kujawski, Romuald (ur. 24 stycznia 1947) – konsekrowany 15 sierpnia 2008
- Kulczycki, Karol (ur. 19 października 1966) – konsekrowany 29 września 2020
- Kulik, Jan Wawrzyniec (ur. 24 czerwca 1918, zm. 27 października 1995) – konsekrowany 4 października 1959
- Kupny, Józef (ur. 23 lutego 1956) – konsekrowany 4 lutego 2006
- Kurpas, Józef (ur. 21 marca 1912, zm. 19 maja 1992) – konsekrowany 24 lutego 1963
- Kurtz, Wilhelm (ur. 28 maja 1935, zm. 14 lutego 2023) – konsekrowany 8 września 1982
- Kusy, Tadeusz (ur. 2 grudnia 1951, zm. 31 marca 2024) – konsekrowany 15 sierpnia 2014
- Kusz, Gerard (ur. 23 października 1939, zm. 15 marca 2021) – konsekrowany 15 sierpnia 1985

   (wróć do indeksu)

## L

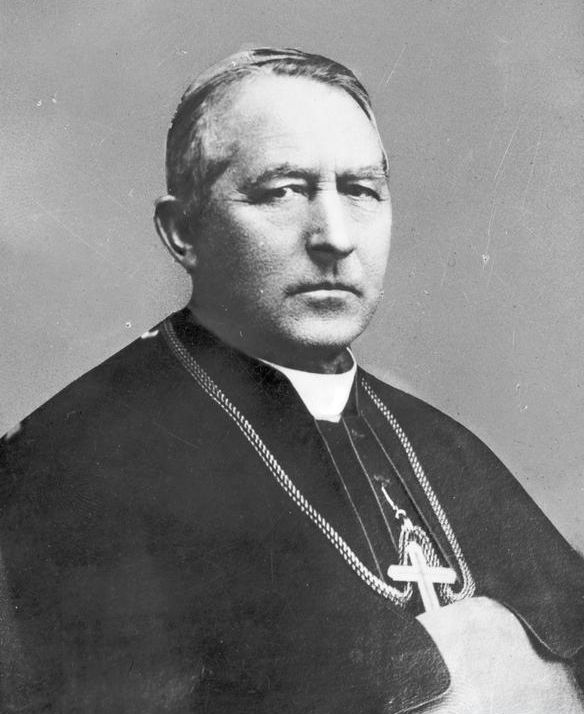
Antoni Laubitz

- Latusek, Paweł (ur. 23 lutego 1910, zm. 11 lutego 1973) – konsekrowany 11 lutego 1962
- Laubitz, Antoni (ur. 7 czerwca 1861, zm. 17 maja 1939) – konsekrowany 18 stycznia 1925
- Lechowicz, Wiesław (ur. 22 grudnia 1962) – konsekrowany 16 lutego 2008
- Lepa, Adam (ur. 17 marca 1939, zm. 27 kwietnia 2022) – konsekrowany 2 stycznia 1988
- Leszczyński, Mariusz (ur. 3 kwietnia 1957) – konsekrowany 4 lipca 1998
- Leszkiewicz, Leszek (ur. 10 maja 1070) – konsekrowany 6 lutego 2016
- Lewandowski, Czesław (ur. 15 sierpnia 1922, zm. 16 sierpnia 2009) – konsekrowany 1 kwietnia 1973
- Libera, Piotr (ur. 20 marca 1951) – konsekrowany 6 stycznia 1997
- Lisiecki, Arkadiusz (ur. 12 stycznia 1880, zm. 11 maja 1930) – konsekrowany 24 października 1926
- Lisowski, Franciszek (ur. 1 października 1876, zm. 3 czerwca 1939) – konsekrowany 7 października 1928
- Lityński, Tadeusz (ur. 14 czerwca 1962) – konsekrowany 16 czerwca 2012
- Lorek, Jan Kanty (ur. 20 października 1886, zm. 4 stycznia 1967) – konsekrowany 7 czerwca 1936

   (wróć do indeksu)

## Ł
- Łosiński, Augustyn (ur. 8 stycznia 1867, zm. 30 kwietnia 1937) – konsekrowany 5 czerwca 1910
- Łoziński, Zygmunt (ur. 5 czerwca 1870, zm. 26 marca 1932) – konsekrowany 23 lipca 1918
- Łukomski, Stanisław Kostka (ur. 21 października 1874, zm. 28 października 1948) – konsekrowany 23 maja 1920

   (wróć do indeksu)

## M

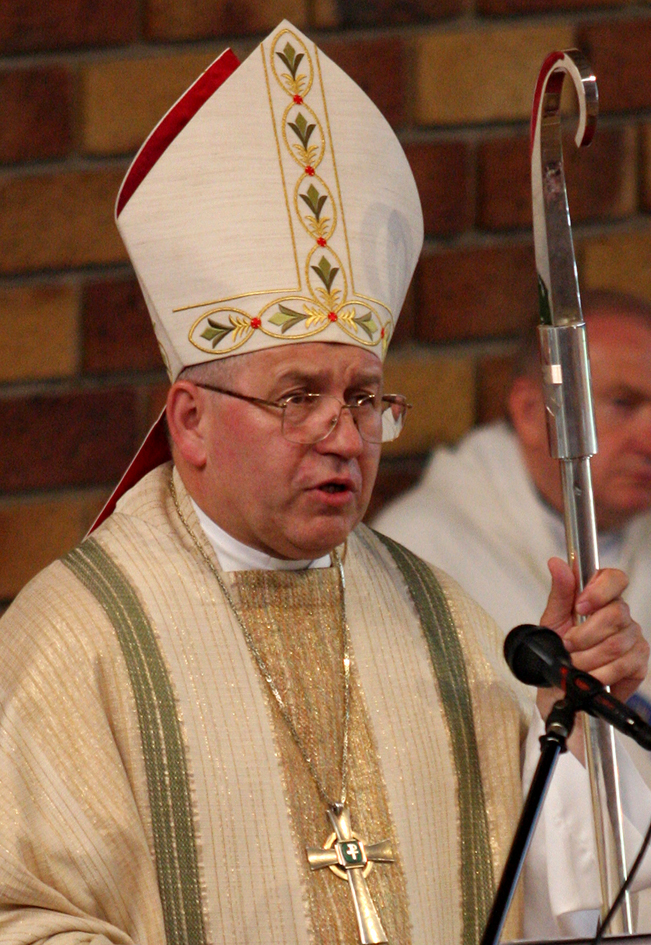
Jerzy Mazur

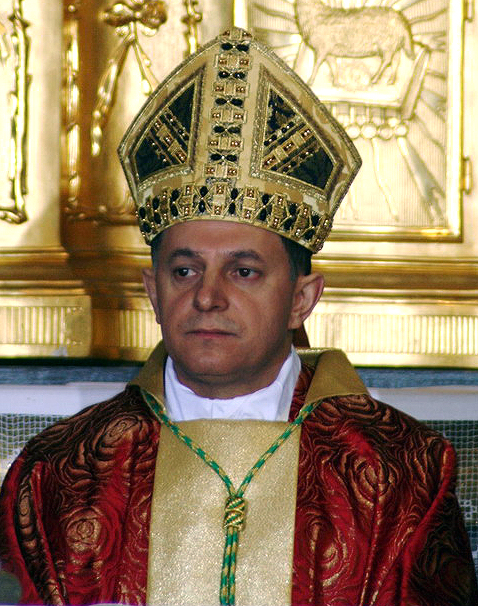
Mieczysław Mokrzycki

- Macharski, Franciszek (ur. 20 maja 1927, zm. 2 sierpnia 2016) – konsekrowany 6 stycznia 1979
- Maculewicz, Jerzy (ur. 30 maja 1955) – konsekrowany 14 maja 2005
- Majdański, Kazimierz (ur. 1 marca 1916, zm. 29 kwietnia 2007) – konsekrowany 24 marca 1963
- Majewski, Wacław (ur. 9 września 1891, zm. 14 stycznia 1983) – konsekrowany 29 czerwca 1946
- Majkowicz, Teodor (ur. 6 stycznia 1932, zm. 9 maja 1998) – konsekrowany 12 lipca 1996
- Małyga, Maciej (ur. 11 maja 1979) – konsekrowany 24 kwietnia 2022
- Małysiak, Albin (ur. 12 czerwca 1917, zm. 16 lipca 2011) – konsekrowany 5 kwietnia 1970
- Marcinkowski, Roman (ur. 28 lutego 1942) – konsekrowany 13 kwietnia 1985
- Marczak, Marek (ur. 17 lutego 1969) – konsekrowany 11 kwietnia 2015
- Marek, Józef (ur. 10 marca 1932, zm. 3 marca 1978) – konsekrowany 27 grudnia 1973
- Markowski, Rafał (ur. 16 kwietnia 1958) – konsekrowany 7 grudnia 2013
- Martyniak, Jan (ur. 20 czerwca 1939) – konsekrowany 16 września 1989
- Mastalski, Janusz (ur. 4 maja 1964) – konsekrowany 5 stycznia 2019
- Materski, Edward (ur. 6 stycznia 1923, zm. 24 marca 2012) – konsekrowany 22 grudnia 1968
- Matulewicz, Jerzy (ur. 13 kwietnia 1871, zm. 27 stycznia 1927) – konsekrowany 1 grudnia 1918
- Mazur, Jan (ur. 5 czerwca 1920, zm. 26 września 2008) – konsekrowany 6 sierpnia 1961
- Mazur, Jerzy (ur. 6 sierpnia 1953) – konsekrowany 31 maja 1998
- Medwit, Bazyli (ur. 23 lipca 1949) – konsekrowany 12 lipca 1994
- Mendyk, Marek (ur. 18 marca 1961) – konsekrowany 31 stycznia 2009
- Mering, Wiesław (ur. 10 grudnia 1945) – konsekrowany 26 kwietnia 2003
- Michalik, Józef (ur. 20 kwietnia 1941) – konsekrowany 16 października 1986
- Michalkiewicz, Kazimierz (ur. 1 lutego 1865, zm. 16 lutego 1940) – konsekrowany 10 czerwca 1923
- Michalski, Jan (ur. 6 lutego 1914, zm. 23 sierpnia 1989) – konsekrowany 21 grudnia 1975
- Milewski, Mirosław (ur. 26 lutego 1971) – konsekrowany 27 lutego 2016
- Miziński, Artur (ur. 13 lutego 1965) – konsekrowany 30 maja 2004
- Miziołek, Władysław (ur. 16 grudnia 1914, zm. 12 maja 2000) – konsekrowany 25 marca 1969
- Modzelewski, Jerzy (ur. 20 kwietnia 1905, zm. 27 października 1986) – konsekrowany 8 lutego 1959
- Mokrzycki, Mieczysław (ur. 29 marca 1961) – konsekrowany 29 września 2007
- Moskwa, Stefan (ur. 27 września 1935, zm. 18 października 2004) – konsekrowany 8 stycznia 1984
- Mościcki, Aleksander (ur. 10 czerwca 1898, zm. 25 listopada 1980) – konsekrowany 25 lutego 1952
- Mroziewski, Witold (ur. 25 marca 1966) – konsekrowany 20 lipca 2015
- Musiałek, Adam (ur. 9 maja 1957) – konsekrowany 24 września 2009
- Musiel, Franciszek (ur. 14 stycznia 1915, zm. 2 grudnia 1992) – konsekrowany 30 stycznia 1966
- Musioł, Waldemar (ur. 10 listopada 1976) – konsekrowany 10 grudnia 2022
- Muskus, Damian (ur. 6 września 1967) – konsekrowany 28 września 2011
- Muszyński, Edward (ur. 30 września 1911, zm. 15 marca 1968) – konsekrowany 27 sierpnia 1961
- Muszyński, Henryk (ur. 20 marca 1933) – konsekrowany 25 marca 1985

   (wróć do indeksu)

## N

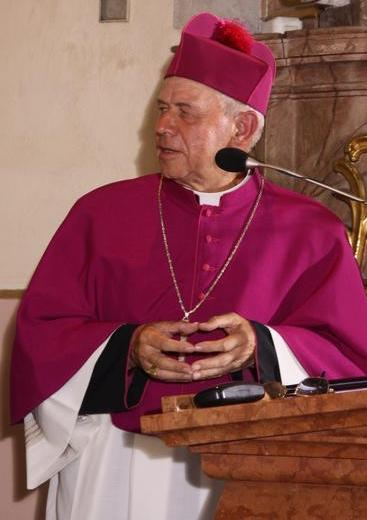
Stanisław Napierała

- Nagy, Stanisław (ur. 30 września 1921, zm. 5 czerwca 2013) – konsekrowany 13 października 2003
- Napierała, Stanisław (ur. 23 grudnia 1936) – konsekrowany 5 października 1980
- Niemiec, Jan (ur. 14 marca 1958, zm. 27 października 2020) – konsekrowany 8 grudnia 2006
- Niemira, Karol (ur. 28 października 1881, zm. 8 lipca 1965) – konsekrowany 15 sierpnia 1933
- Nitkiewicz, Krzysztof (ur. 17 lipca 1960) – konsekrowany 4 lipca 2009
- Nossol, Alfons (ur. 8 sierpnia 1932) – konsekrowany 17 sierpnia 1977
- Nowacki, Henryk Józef (ur. 11 sierpnia 1946) – konsekrowany 19 marca 2001
- Nowak, Anatol (ur. 26 kwietnia 1862, zm. 5 kwietnia 1933) – konsekrowany 8 lutego 1959
- Nowak, Edward (ur. 21 lutego 1940) – konsekrowany 5 kwietnia 1990
- Nowak, Jan Wiktor (ur. 5 października 1931, zm. 25 marca 2002) – konsekrowany 25 marca 1982
- Nowak, Stanisław (ur. 11 lipca 1935, zm. 12 grudnia 2021) – konsekrowany 25 listopada 1984
- Nowicki, Edmund (ur. 13 września 1900, zm. 10 marca 1971) – konsekrowany 26 września 1954
- Nowicki, Jan (ur. 25 grudnia 1894, zm. 14 sierpnia 1973) – konsekrowany 2 czerwca 1968
- Nowowiejski, Antoni Julian (ur. 11 lutego 1858, zm. 28 maja 1941) – konsekrowany 6 grudnia 1908
- Nycz, Kazimierz (ur. 1 lutego 1950) – konsekrowany 4 czerwca 1988
- Nykiel, Krzysztof (ur. 28 lutego 1965) – konsekrowany 22 czerwca 2024

   (wróć do indeksu)

## O

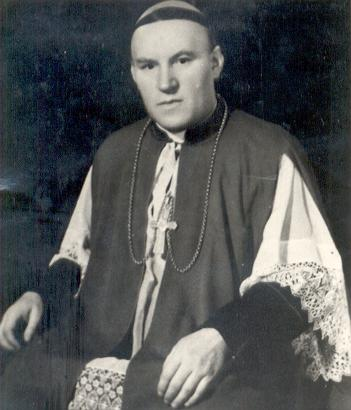
Jan Obłąk

- Obłąk, Jan (ur. 26 marca 1913, zm. 16 grudnia 1988) – konsekrowany 1 kwietnia 1962
- Ochlak, Marek (ur. 14 marca 1966) – konsekrowany 6 lipca 2025
- Oder, Sławomir (ur. 7 sierpnia 1960) – konsekrowany 11 marca 2023
- Odzimek, Adam (ur. 7 października 1944, zm. 13 marca 2022) – konsekrowany 12 maja 1985
- Okoniewski, Stanisław (ur. 21 kwietnia 1870, zm. 1 maja 1944) – konsekrowany 25 kwietnia 1926
- Okroj, Arkadiusz (ur. 27 maja 1967) – konsekrowany 2 marca 2019
- Oleś, Marian (ur. 8 grudnia 1934, zm. 24 maja 2005) – konsekrowany 6 stycznia 1988
- Olszański, Jan (ur. 14 stycznia 1919, zm. 23 lutego 2003) – konsekrowany 2 marca 1991
- Olszowski, Grzegorz (ur. 15 lutego 1967) – konsekrowany 12 września 2018
- Orchowicz, Radosław (ur. 21 stycznia 1970) – konsekrowany 19 marca 2022
- O’Rourke, Edward (ur. 26 października 1876, zm. 27 czerwca 1943) – konsekrowany 15 grudnia 1918
- Orszulik, Alojzy (ur. 21 czerwca 1928, zm. 21 lutego 2019) – konsekrowany 8 grudnia 1989
- Osial, Wojciech (ur. 19 listopada 1970) – konsekrowany 4 lutego 2016
- Ostrowski, Janusz (ur. 16 listopada 1964) – konsekrowany 21 kwietnia 2018
- Owczarek, Wojciech (ur. 31 grudnia 1875, zm. 30 września 1938) – konsekrowany 10 listopada 1918
- Ozga, Jan (ur. 17 kwietnia 1956) – konsekrowany 20 kwietnia 1997
- Ozorowski, Edward (ur. 1 maja 1941, zm. 12 października 2024) – konsekrowany 29 kwietnia 1979

   (wróć do indeksu)

## P

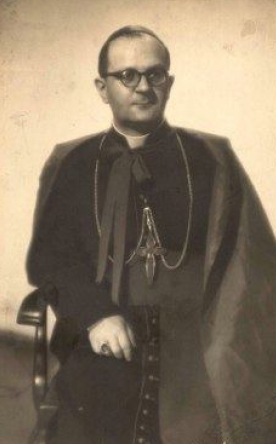
Antoni Pawłowski

- Padewski, Stanisław (ur. 18 września 1932, zm. 29 stycznia 2017) – konsekrowany 10 czerwca 1995
- Paetz, Juliusz (ur. 2 lutego 1935, zm. 15 listopada 2019) – konsekrowany 6 stycznia 1983
- Pawłowicz, Zygmunt (ur. 18 listopada 1927, zm. 18 marca 2010) – konsekrowany 7 września 1985
- Pawłowski, Antoni (ur. 24 stycznia 1903, zm. 16 września 1968) – konsekrowany 27 grudnia 1952
- Pawłowski, Jan (ur. 23 listopada 1960) – konsekrowany 30 kwietnia 2009
- Pazdur, Józef (ur. 22 listopada 1924, zm. 7 maja 2015) – konsekrowany 12 stycznia 1985
- Pelczar, Józef Sebastian (ur. 17 stycznia 1842, zm. 28 marca 1924) – konsekrowany 19 marca 1899
- Peta, Tomasz (ur. 20 sierpnia 1951) – konsekrowany 19 marca 2001
- Pękala, Karol (ur. 26 października 1902, zm. 14 sierpnia 1968) – konsekrowany 16 marca 1947
- Pękalski, Ireneusz (ur. 9 marca 1950) – konsekrowany 8 stycznia 2000
- Piątek, Marek (ur. 10 października 1954) – konsekrowany 12 sierpnia 2011
- Pieronek, Tadeusz (ur. 24 października 1934, zm. 27 grudnia 2018) – konsekrowany 26 kwietnia 1992
- Pierskała, Rudolf (ur. 13 października 1959) – konsekrowany 11 stycznia 2014
- Pietraszko, Jan (ur. 7 sierpnia 1911, zm. 2 marca 1988) – konsekrowany 15 kwietnia 1963
- Pietrulla, Anzelm (ur. 12 września 1906, zm. 25 maja 1992) – konsekrowany 8 lutego 1948
- Pikus, Tadeusz (ur. 1 września 1949) – konsekrowany 8 maja 1999
- Pindel, Roman (ur. 18 listopada 1958) – konsekrowany 6 stycznia 2014
- Piotrowski, Jan (ur. 5 stycznia 1953) – konsekrowany 25 stycznia 2014
- Piszcz, Edmund (ur. 17 listopada 1929, zm. 22 marca 2022) – konsekrowany 20 maja 1982
- Pluta, Wilhelm (ur. 9 stycznia 1910, zm. 22 stycznia 1986) – konsekrowany 7 września 1958
- Płoski, Tadeusz (ur. 9 marca 1956, zm. 10 kwietnia 2010) – konsekrowany 30 października 2004
- Polak, Wojciech (ur. 19 grudnia 1964) – konsekrowany 4 maja 2003
- Popowicz, Eugeniusz (ur. 12 października 1961) – konsekrowany 21 grudnia 2013
- Przeździecki, Henryk (ur. 17 lutego 1873, zm. 9 maja 1939) – konsekrowany 17 listopada 1918
- Przyborek, Piotr (ur. 28 czerwca 1976) – konsekrowany 20 sierpnia 2022
- Przybylski, Andrzej (ur. 24 listopada 1964) – konsekrowany 24 czerwca 2017
- Przykucki, Marian (ur. 27 stycznia 1924, zm. 16 października 2009) – konsekrowany 3 lutego 1974
- Put, Adrian (ur. 4 listopada 1978) – konsekrowany 13 sierpnia 2022
- Pyl, Jacek (ur. 17 sierpnia 1962) – konsekrowany 5 stycznia 2013
- Pylak, Bolesław (ur. 20 sierpnia 1921, zm. 6 czerwca 2019) – konsekrowany 29 maja 1966

   (wróć do indeksu)

## R

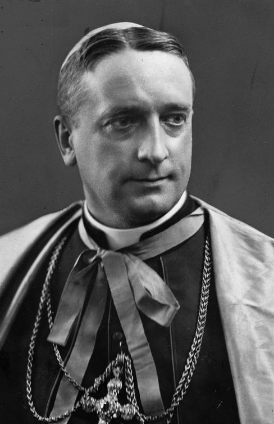
Karol Radoński

- Radoński, Karol (ur. 7 października 1883, zm. 15 marca 1951) – konsekrowany 29 maja 1927
- Rakoczy, Tadeusz (ur. 30 marca 1938) – konsekrowany 26 kwietnia 1992
- Rechowicz, Marian (ur. 4 września 1910, zm. 13 września 1983) – konsekrowany 3 marca 1974
- Regmunt, Stefan (ur. 20 czerwca 1951) – konsekrowany 6 stycznia 1995
- Reimann, Antoni (ur. 15 maja 1952) – konsekrowany 1 grudnia 2001
- Robaszkiewicz, Zygmunt (ur. 16 października 1958) – konsekrowany 2 września 2001
- Rojek, Marian (ur. 9 kwietnia 1955) – konsekrowany 2 lutego 2006
- Romaniuk, Kazimierz (ur. 21 sierpnia 1927, zm. 25 lutego 2025) – konsekrowany 4 marca 1982
- Rospond, Stanisław (ur. 31 sierpnia 1877, zm. 4 lutego 1958) – konsekrowany 12 czerwca 1927
- Roszyński, Józef (ur. 18 sierpnia 1962) – konsekrowany 25 kwietnia 2015
- Rozwadowski, Józef (ur. 19 marca 1909, zm. 3 sierpnia 1996) – konsekrowany 24 listopada 1968
- Rubin, Władysław (ur. 20 września 1917, zm. 28 listopada 1990) – konsekrowany 29 listopada 1964
- Ruszkiewicz, Kazimierz (ur. 6 stycznia 1836, zm. 25 marca 1925) – konsekrowany 6 lipca 1884
- Rybak, Tadeusz (ur. 28 października 1929, zm. 7 marca 2017) – konsekrowany 24 czerwca 1977
- Ryczan, Kazimierz (ur. 10 lutego 1939, zm. 13 września 2017) – konsekrowany 11 września 1993
- Rydzewski, Czesław (ur. 25 stycznia 1893, zm. 22 sierpnia 1951) – konsekrowany 13 kwietnia 1947
- Ryłko, Stanisław (ur. 4 lipca 1945) – konsekrowany 6 stycznia 1996
- Ryś, Grzegorz (ur. 9 lutego 1964) – konsekrowany 28 września 2011
- Ryx, Marian Józef (ur. 10 grudnia 1853, zm. 1 czerwca 1930) – konsekrowany 19 czerwca 1910

   (wróć do indeksu)

## S

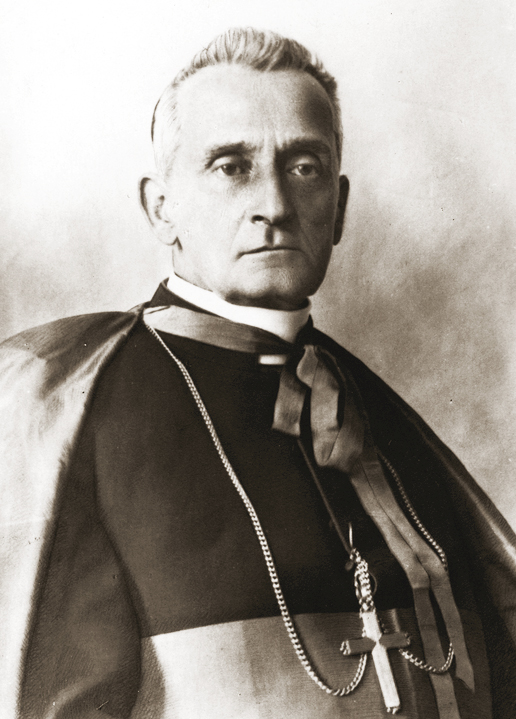
Adam Stefan Sapieha

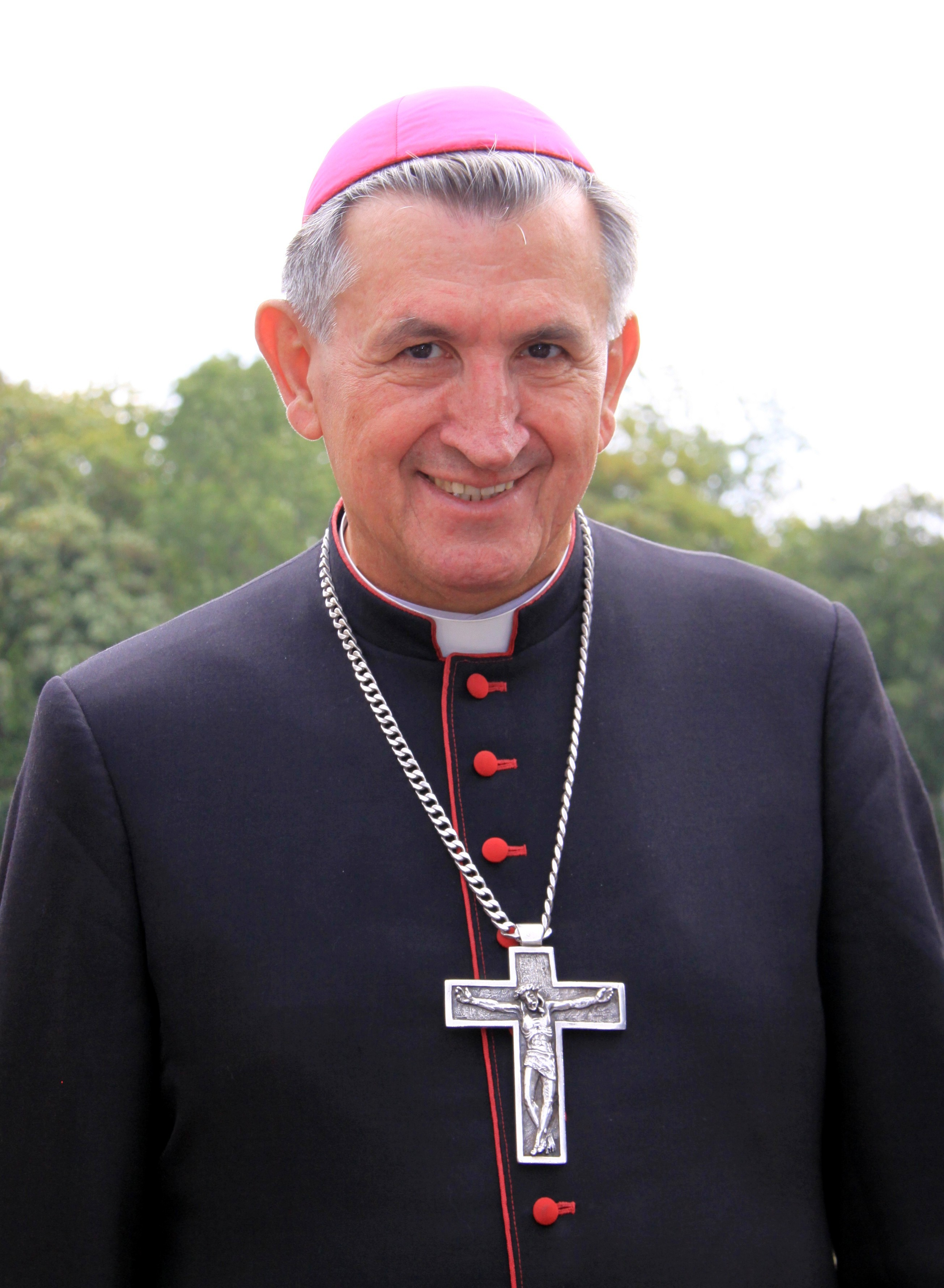
Jan Styrna

- Salaterski, Stanisław (ur. 5 listopada 1954) – konsekrowany 25 stycznia 2014
- Samsel, Edward (ur. 2 stycznia 1940, zm. 17 stycznia 2003) – konsekrowany 30 maja 1982
- Sapieha, Adam Stefan (ur. 14 maja 1867, zm. 23 lipca 1951) – konsekrowany 17 grudnia 1911
- Sasinowski, Mikołaj (ur. 16 listopada 1909, zm. 6 września 1982) – konsekrowany 5 kwietnia 1970
- Sawczuk, Piotr (ur. 29 stycznia 1962) – konsekrowany 6 kwietnia 2013
- Sawicki, Adam (ur. 1 listopada 1887, zm. 20 maja 1968) – konsekrowany 2 czerwca 1963
- Scharmach, Leon (ur. 4 kwietnia 1896, zm. 27 listopada 1964) – konsekrowany 3 października 1939
- Siczek, Stefan (ur. 20 września 1937, zm. 31 lipca 2012) – konsekrowany 11 kwietnia 1992
- Siemieniewski, Andrzej (ur. 8 sierpnia 1957) – konsekrowany 11 lutego 2006
- Sikorski, Bogdan Marian (ur. 23 lutego 1920, zm. 4 lutego 1988) – konsekrowany 5 kwietnia 1964
- Skibicki, Wojciech (ur. 23 maja 1970) – konsekrowany 6 kwietnia 2019
- Skomorucha, Wacław (ur. 27 lutego 1915, zm. 25 sierpnia 2001) – konsekrowany 21 kwietnia 1963
- Skucha, Piotr (ur. 27 czerwca 1946) – konsekrowany 15 lutego 1987
- Skworc, Wiktor (ur. 19 maja 1948) – konsekrowany 6 stycznia 1998
- Słaby, Józef (ur. 1 marca 1958) – konsekrowany 8 maja 2009
- Smoleński, Stanisław (ur. 17 maja 1915, zm. 8 sierpnia 2006) – konsekrowany 5 kwietnia 1970
- Sobalkowski, Szczepan (ur. 23 grudnia 1901, zm. 12 lutego 1958) – konsekrowany 11 lutego 1958
- Sobiło, Jan (ur. 31 maja 1962) – konsekrowany 8 grudnia 2010
- Socha, Paweł (ur. 10 stycznia 1935) – konsekrowany 26 grudnia 1973
- Sokołowski, Czesław (ur. 9 lipca 1877, zm. 11 listopada 1951) – konsekrowany 28 września 1919
- Solarczyk, Marek (ur. 13 kwietnia 1967) – konsekrowany 19 listopada 2011
- Solczyński, Marek (ur. 7 kwietnia 1961) – konsekrowany 6 stycznia 2012
- Sommertag, Waldemar (ur. 6 lutego 1968) – konsekrowany 19 marca 2018
- Sonik, Franciszek (ur. 17 września 1885, zm. 27 listopada 1957) – konsekrowany 24 lutego 1936
- Stankiewicz, Antoni (ur. 1 października 1935, zm. 4 stycznia 2021) – konsekrowany 16 grudnia 2006
- Stanula, Czesław (ur. 27 marca 1940, zm. 14 maja 2020) – konsekrowany 5 listopada 1989
- Stefanek, Stanisław (ur. 7 maja 1936, zm. 17 stycznia 2020) – konsekrowany 24 sierpnia 1980
- Stepa, Jan (ur. 24 czerwca 1892, zm. 28 maja 1959) – konsekrowany 19 maja 1946
- Stepnowski, Janusz (ur. 11 lipca 1958) – konsekrowany 18 grudnia 2011
- Stobrawa, Paweł (ur. 22 kwietnia 1947) – konsekrowany 14 maja 2003
- Strąkowski, Henryk (ur. 16 stycznia 1910, zm. 6 czerwca 1965) – konsekrowany 29 czerwca 1958
- Stroba, Jerzy (ur. 17 grudnia 1919, zm. 12 maja 1999) – konsekrowany 16 listopada 1958
- Stułkowski, Szymon (ur. 21 lutego 1961) – konsekrowany 9 czerwca 2019
- Styrna, Jan (ur. 25 stycznia 1941, zm. 28 września 2022) – konsekrowany 28 lipca 1991
- Suchodolski, Grzegorz (ur. 10 listopada 1963) – konsekrowany 1 czerwca 2020
- Suski, Andrzej (ur. 24 grudnia 1941) – konsekrowany 4 października 1986
- Suszyński, Władysław (ur. 22 stycznia 1898, zm. 27 października 1968) – konsekrowany 9 maja 1968
- Sygnet, Stanisław (ur. 6 września 1924, zm. 1 listopada 1985) – konsekrowany 24 października 1976
- Szal, Adam (ur. 24 grudnia 1953) – konsekrowany 23 grudnia 2000
- Szamocki, Józef (ur. 4 października 1954) – konsekrowany 27 maja 2000
- Szcześniak, Władysław (ur. 12 października 1858, zm. 9 września 1926) – konsekrowany 19 lipca 1925
- Szelążek, Adolf (ur. 1 sierpnia 1865, zm. 9 lutego 1950) – konsekrowany 24 listopada 1918
- Szkodoń, Jan (ur. 19 grudnia 1946) – konsekrowany 4 czerwca 1988
- Szkudło, Marek (ur. 28 lutego 1952) – konsekrowany 6 stycznia 2015
- Szlachetka, Wiesław (ur. 21 listopada 1959) – konsekrowany 4 stycznia 2014
- Szlaga, Jan (ur. 24 maja 1940, zm. 25 kwietnia 2012) – konsekrowany 25 czerwca 1988
- Szlagowski, Antoni (ur. 10 lipca 1864, zm. 28 lutego 1956) – konsekrowany 7 października 1928
- Sztajerwald, Tomasz (ur. 24 listopada 1977) – nominat
- Szwagrzyk, Tadeusz (ur. 14 listopada 1923, zm. 7 grudnia 1992) – konsekrowany 7 lutego 1965
- Szymecki, Stanisław (ur. 26 stycznia 1924, zm. 26 września 2023) – konsekrowany 12 kwietnia 1981

   (wróć do indeksu)

## Ś
- Śliwiński, Andrzej (ur. 6 stycznia 1939, zm. 9 września 2009) – konsekrowany 15 czerwca 1986
- Śmigiel, Wiesław (ur. 3 stycznia 1969) – konsekrowany 21 kwietnia 2012
- Śmigielski, Adam (ur. 24 grudnia 1933, zm. 7 października 2008) – konsekrowany 30 maja 1992
- Śpiewak, Wiesław (ur. 19 października 1963) – konsekrowany 1 października 2015
- Śrutwa, Jan (ur. 1 grudnia 1940) – konsekrowany 1 września 1984
- Świerzawski, Wacław (ur. 14 maja 1927, zm. 7 października 2017) – konsekrowany 28 kwietnia 1992
- Świrski, Ignacy (ur. 20 września 1885, zm. 25 marca 1968) – konsekrowany 30 czerwca 1946

   (wróć do indeksu)

## T

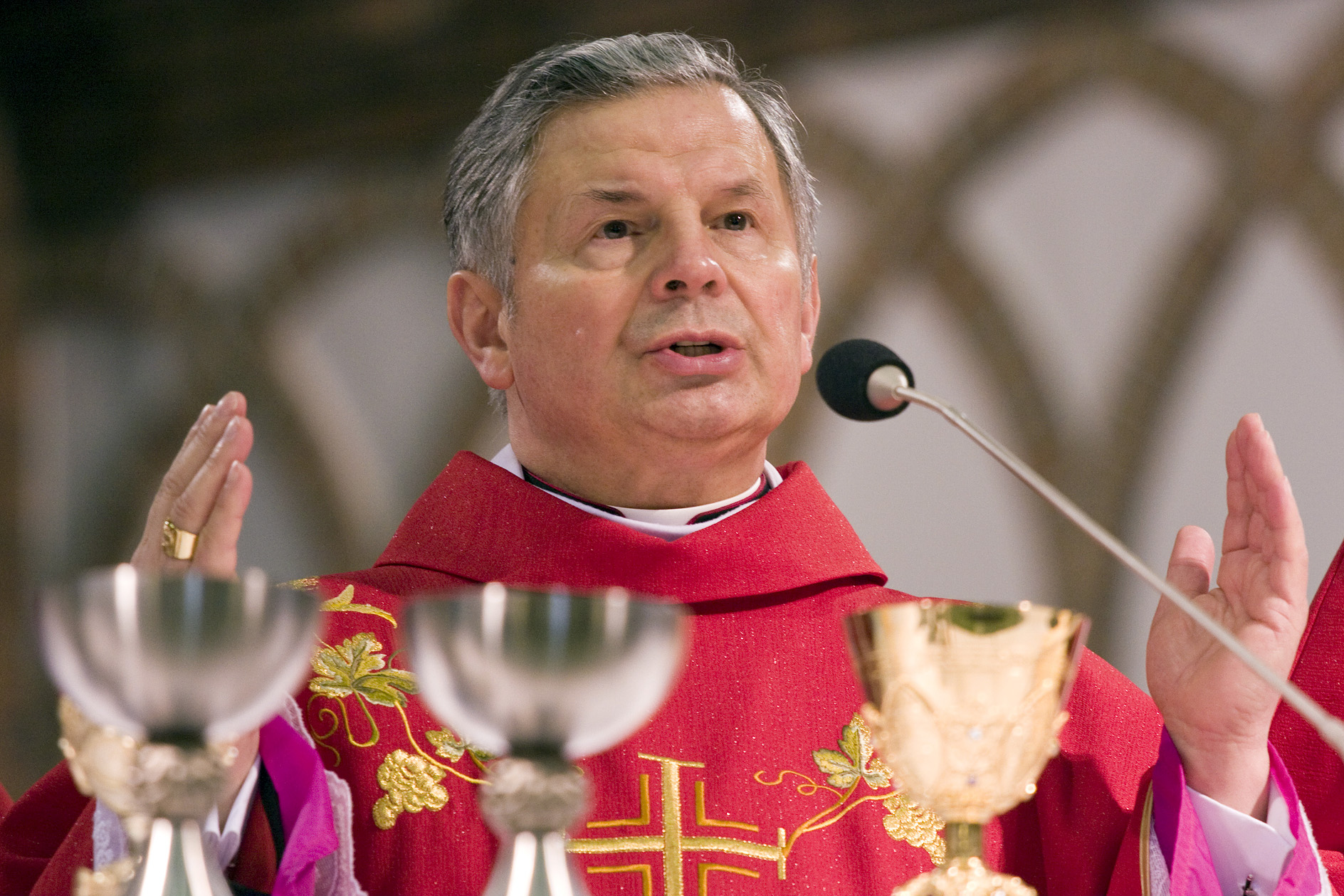
Henryk Tomasik

- Taborski, Bolesław (ur. 18 października 1917, zm. 18 listopada 2004) – konsekrowany 2 lutego 1964
- Tendej, Jacek (ur. 26 czerwca 1963) – nominat
- Tokarczuk, Ignacy (ur. 1 lutego 1918, zm. 29 grudnia 2012) – konsekrowany 6 lutego 1966
- Tomaka, Wojciech (ur. 27 lutego 1875, zm. 6 lutego 1967) – konsekrowany 21 stycznia 1934
- Tomasik, Henryk (ur. 4 stycznia 1946) – konsekrowany 6 stycznia 1993
- Tomczak, Kazimierz (ur. 17 lutego 1883, zm. 21 października 1967) – konsekrowany 3 kwietnia 1927
- Trochanowski, Arkadiusz (ur. 6 stycznia 1973) – konsekrowany 23 stycznia 2021
- Turzyński, Piotr (ur. 28 września 1964, zm. 14 kwietnia 2025) – konsekrowany 28 lutego 2015
- Twardowski, Bolesław (ur. 18 lutego 1864, zm. 22 listopada 1944) – konsekrowany 12 stycznia 1919
- Tymieniecki, Wincenty (ur. 19 marca 1871, zm. 10 sierpnia 1934) – konsekrowany 29 czerwca 1921
- Tyrawa, Jan (ur. 4 listopada 1946) – konsekrowany 5 listopada 1988

   (wróć do indeksu)

## U
- Urban, Wincenty (ur. 13 lutego 1911, zm. 13 grudnia 1983) – konsekrowany 7 lutego 1960
- Urbańczyk, Janusz (ur. 19 maja 1967) – konsekrowany 6 kwietnia 2024

   (wróć do indeksu)

## W

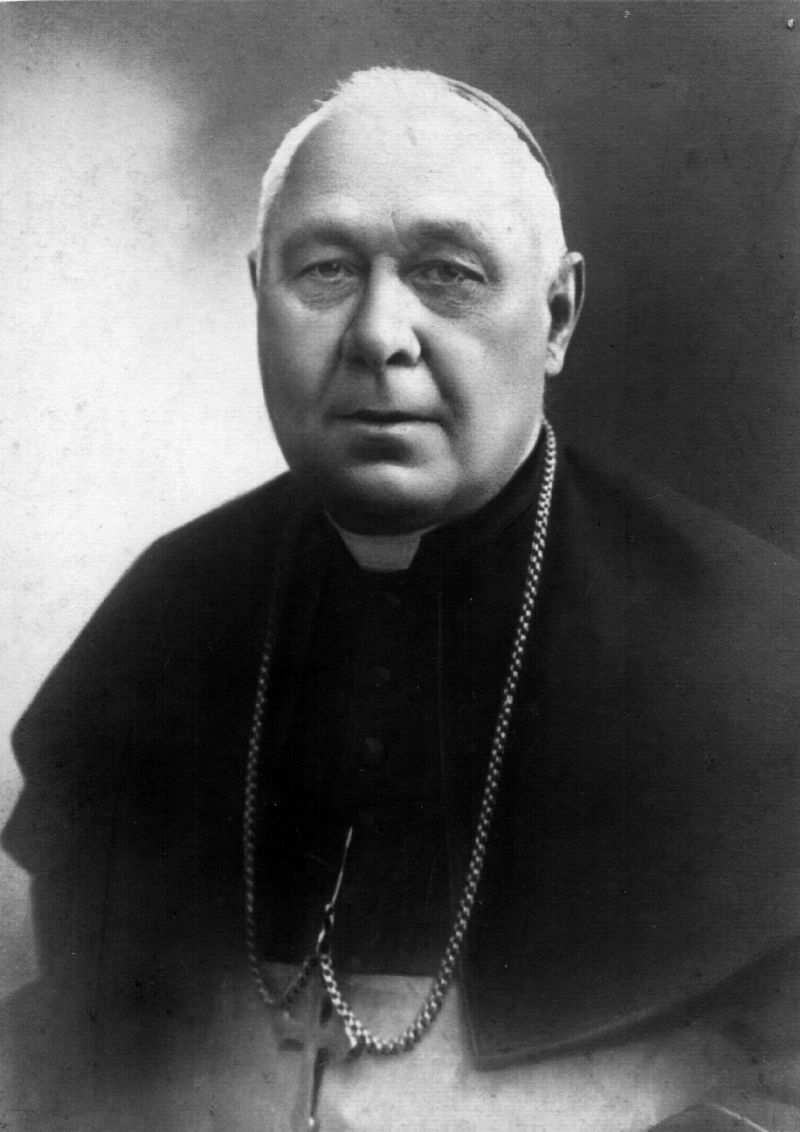
Leon Wałęga

- Walczykiewicz, Stefan (ur. 17 sierpnia 1886, zm. 12 maja 1940) – konsekrowany 25 listopada 1928
- Wałęga, Leon (ur. 25 marca 1859, zm. 22 kwietnia 1933) – konsekrowany 12 maja 1901
- Wawrzynek, Piotr (ur. 25 kwietnia 1970) – konsekrowany 15 kwietnia 2023
- Ważny, Artur (ur. 12 października 1966) – konsekrowany 30 stycznia 2021
- Wątroba, Jan (ur. 4 grudnia 1953) – konsekrowany 20 maja 2000
- Wejman, Henryk (ur. 17 grudnia 1959) – konsekrowany 20 grudnia 2014
- Werno, Tadeusz (ur. 4 sierpnia 1931, zm. 20 grudnia 2022) – konsekrowany 25 maja 1974
- Wesoły, Szczepan (ur. 16 października 1926, zm. 28 sierpnia 2018) – konsekrowany 7 lutego 1969
- Wetmański, Leon (ur. 10 kwietnia 1886, zm. 10 października 1941) – konsekrowany 22 kwietnia 1928
- Wętkowski, Krzysztof (ur. 12 sierpnia 1963) – konsekrowany 22 grudnia 2012
- Wieczorek, Jan (ur. 8 lutego 1935, zm. 13 września 2023) – konsekrowany 16 sierpnia 1981
- Wielgus, Stanisław (ur. 23 kwietnia 1939) – konsekrowany 1 sierpnia 1999
- Wilczyński, Tomasz (ur. 18 września 1903, zm. 5 sierpnia 1965) – konsekrowany 29 czerwca 1952
- Wilk, Jan Kazimierz (ur. 18 września 1951) – konsekrowany 4 kwietnia 1998
- Wilski, Teofil (ur. 16 października 1935, zm. 26 marca 2022) – konsekrowany 8 maja 1995
- Włodarczyk, Krzysztof (ur. 25 lutego 1961) – konsekrowany 11 czerwca 2016
- Wodarczyk, Adam (ur. 3 stycznia 1968) – konsekrowany 6 stycznia 2015
- Wojda, Tadeusz (ur. 29 stycznia 1957) – konsekrowany 10 czerwca 2017
- Wojtkowski, Julian (ur. 31 stycznia 1927) – konsekrowany 22 sierpnia 1969
- Wojtuś, Bogdan (ur. 4 lipca 1937, zm. 20 października 2020) – konsekrowany 8 października 1988
- Wojtyła, Karol (ur. 18 maja 1920, zm. 2 kwietnia 2005) – konsekrowany 28 września 1958
- Wołkowicz, Zbigniew (ur. 14 stycznia 1970) – nominat
- Wosiński, Jan (ur. 15 maja 1914, zm. 19 lipca 1996) – konsekrowany 4 lutego 1962
- Wójcik, Walenty (ur. 9 września 1914, zm. 22 listopada 1990) – konsekrowany 2 lutego 1961
- Wronka, Andrzej (ur. 21 października 1897, zm. 29 sierpnia 1974) – konsekrowany 29 grudnia 1957
- Wróbel, Józef (ur. 18 października 1952) – konsekrowany 27 stycznia 2001
- Wycisk, Wacław (ur. 11 lutego 1912, zm. 22 marca 1984) – konsekrowany 25 stycznia 1959
- Wypych, Andrzej Piotr (ur. 5 grudnia 1954) – konsekrowany 10 sierpnia 2011
- Wysocki, Józef (ur. 17 października 1940) – konsekrowany 29 kwietnia 1989
- Wyszyński, Stefan (ur. 3 sierpnia 1901, zm. 28 maja 1981) – konsekrowany 12 maja 1946

   (wróć do indeksu)

## Z

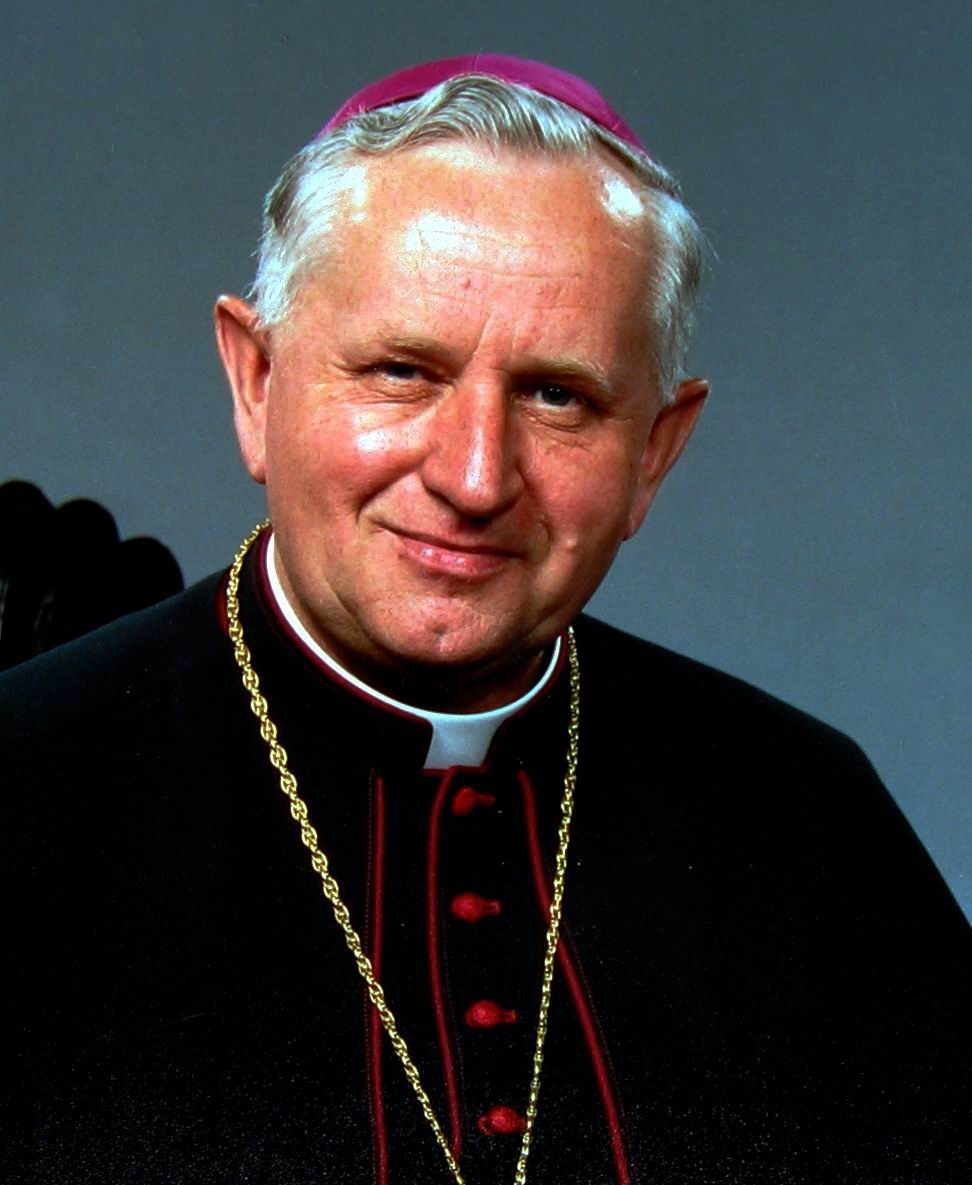
Damian Zimoń

- Zadarko, Krzysztof (ur. 2 września 1960) – konsekrowany 25 kwietnia 2009
- Zając, Jan (ur. 20 czerwca 1939) – konsekrowany 15 września 2004
- Zakrzewski, Tadeusz Paweł (ur. 11 sierpnia 1883, zm. 26 listopada 1961) – konsekrowany 22 września 1938
- Zaleski, Władysław Michał (ur. 26 maja 1852, zm. 5 października 1925) – konsekrowany 1892
- Zalewski, Dariusz (ur. 29 stycznia 1974) – konsekrowany 29 października 2022
- Zalewski, Marek (ur. 2 lutego 1963) – konsekrowany 31 maja 2014
- Załuski, Wojciech (ur. 5 kwietnia 1960) – konsekrowany 9 sierpnia 2014
- Zaręba, Jan (ur. 25 grudnia 1910, zm. 22 listopada 1986) – konsekrowany 8 września 1963
- Zawistowski, Tadeusz (ur. 16 stycznia 1930, zm. 1 czerwca 2015) – konsekrowany 29 czerwca 1973
- Zawitkowski, Józef (ur. 23 listopada 1938, zm. 29 października 2020) – konsekrowany 9 czerwca 1990
- Zdzitowiecki, Stanisław (ur. 15 lutego 1854, zm. 11 lutego 1927) – konsekrowany 23 listopada 1902
- Zieliński, Zbigniew (ur. 14 stycznia 1965) – konsekrowany 24 października 2015
- Zielski, Edward (ur. 12 lutego 1947) – konsekrowany 7 maja 2000
- Ziemba, Wojciech (ur. 15 października 1941, zm. 21 kwietnia 2021) – konsekrowany 4 lipca 1982
- Zimałek, Marian (ur. 9 maja 1931, zm. 12 listopada 2008) – konsekrowany 8 maja 1987
- Zimniak, Antoni (ur. 6 stycznia 1878, zm. 26 stycznia 1943) – konsekrowany 18 października 1936
- Zimniak, Janusz (ur. 6 września 1933, zm. 24 maja 2024) – konsekrowany 4 listopada 1980
- Zimoń, Damian (ur. 25 października 1934) – konsekrowany 29 czerwca 1985
- Zimowski, Zygmunt (ur. 7 kwietnia 1949, zm. 12 lipca 2016) – konsekrowany 25 maja 2002
- Ziółek, Władysław (ur. 22 czerwca 1935) – konsekrowany 4 maja 1980
- Zmitrowicz, Radosław (ur. 2 września 1962) – konsekrowany 9 lutego 2013

   (wróć do indeksu)

## Ż
- Życiński, Józef (ur. 1 września 1948, zm. 10 lutego 2011) – konsekrowany 4 listopada 1990

   (wróć do indeksu)